# Jodis orientalis
Jodis orientalis là một loài bướm đêm trong họ Geometridae.